# Мелинда и Мелинда
„Мелинда и Мелинда“ (на английски: Melinda and Melinda) е комедия, написана и режисирана от Уди Алън, която излиза на екран през 2004 година.

## Сюжет
Предпоставката на филма е посочена от четирима писатели, разговарящи по време на вечеря в началото на филма. Възниква въпросът: животът е естествено комичен или трагичен? Един от четиримата предлага проста история (разстроена жена чука на вратата и прекъсва вечерята) и двамата видни драматурзи от групата започват да разказват своите версии на тази история, като едната е комична, а другата – трагична. Водейки аргументиран дебат за значението на комедията и трагедията в ежедневния живот, те разглеждат историята на момиче на име Мелинда от две противоположни гледни точки. В резултат се получават две различни интерпретации на една история, вървящи успоредно една на друга и имащи различни жанрови основи. В същото време Мелинда и персонажите около нея се сменят в зависимост от трагичната или комедийната същност на историята. Тези аргументи от различни гледни точки водят до два различни края, в които комедията си остава комедия, а трагедията си остава трагедия. Въпреки фината си линия те не се пресичат, въпреки че всъщност произлизат един от друг.

## В ролите
| Актьор          | Роля           |
| --------------- | -------------- |
| Рада Мичъл      | Мелинда Робишо |
| Чуетел Еджиофор | Елис Мунсон    |
| Уил Феръл       | Хоби           |
| Джони Лий Милър | Лий            |
| Аманда Пийт     | Сюзан          |
| Клои Севини     | Лоръл          |
| Уолъс Шон       | Сай            |
| Джош Бролин     | Грег Ърлинджър |
| Винеса Шоу      | Стейси Фокс    |
| Стийв Карел     | Уолт           |
| Ария Барейкис   | Сали Оливър    |
| Мат Сервито     | Джак Оливър    |